# 浙江省教育厅
浙江省教育厅，为中国浙江省人民政府的组成部门之一，负责浙江省教育及语言文字工作。办公地点位于杭州市文晖路321号。

## 沿革

### 1949年前
浙江省教育行政机构的历史可追溯至1905年设立的浙江学务处。1906年，学务处改为提学使司，隶属于学部。
1912年1月，浙江都督府设教育司，首任司长为夏曾佑。
1914年5月，裁撤原浙江省教育司，改为在省巡按使公署（原省行政公署）政务厅下设教育科，冯学壹任科长。
1917年9月，设省教育厅，主管全省教育行政，直隶于教育部。
1927年2月，浙江省政务委员会接收省长公署，直辖各厅，设省教育科。5月，浙江省政府成立，设省政府教育厅。6月，国民政府在浙江试行大学区制，由国立第三中山大学接收省政府教育厅职权。
1929年7月，教育部撤销浙江大学区制，恢复省教育厅。
1937年后，受战争影响，省教育厅数度迁移，先后迁至金华县五坝村（1937）、永康县方岩（1937）、丽水县（1938）、景宁县（1942），直至抗战胜利方迁回杭州。
1949年5月，中国人民解放军华东军区杭州市军事管制委员会成立，下设文教部，兼理全省的教育和文化工作。6月，接管原省教育厅机关。7月，设省人民政府教育厅。

### 1949年后
1950年，省教育厅改为省文化教育厅（简称「省文教厅」）。
1953年7月，改为省教育厅。
1968年4月，省革命委员会政治工作组建立教育革命办公室。7月，设省教育厅革命领导小组。
1969年，省教育厅及其直属单位的大部分干部职工被集中到批改干校参加「斗、批、改」活动，仅留下6人负责日常工作。
1970年，成立省革命委员会政工组教育局。
1977年10月，省革命委员会政工组教育局改为省教育局。
1980年5月，省教育局改为省教育厅。
1981年9月，设省高等教育局，与省教育厅一起办公。1982年12月，撤销，并入省教育厅。
1985年9月，撤销省教育厅，设省教育委员会。
2000年4月，省教育委员会改为省教育厅。

## 历任厅长
- 侯靖方，1998年4月至2006年8月[註 2][3]
- 刘希平，2006年9月[4]至2016年11月
- 郭华巍，2016年11月至2018年12月[註 3][6]
- 陳根芳，2018年12月[6]至2021年11月[7]
- 毛宏芳，2021年11月[7]至2023年12月[註 4][8]
- 陈春雷，2024年3月[9]至今

## 机构设置

### 内设机构
- 办公室
- 省委教育工作领导小组秘书组秘书处
- 组织处
- 干部人才处
- 宣传教育与统战处
- 法规处
- 发展规划处
- 基础教育处
- 校外教育培训监管处
- 职业教育与成人教育处
- 高等教育处（省学位委员会办公室）
- 教师工作处
- 财务处
- 教材管理处（语言文字应用管理处）
- 体育卫生与艺术教育处
- 国际合作与交流处（港澳台合作交流办公室）
- 校园安全处
- 督导处
- 审计处
- 人事处
- 直属机关党委[10]

### 直属单位
- 浙江省教育考试院
- 浙江省教育技术中心
- 浙江省教育宣传中心
- 浙江省教育厅教研室
- 浙江省教育科学研究院
- 杭州外国语学校
- 浙江省教育发展中心[11]